# Colin McRae: DiRT
Colin McRae: DiRT (també anomenat només DiRT als EUA) és el sisè videojoc de la saga Colin McRae Rally, desenvolupat per Codemasters. En aquesta entrega hi ha nous gràfics, so, motor gràfic i nous vehicles. El videojoc se centra en les curses en terrenys de sorra amb un estil dels esdeveniments del Campionat del Món de Ral·lis.

## Llançament
Dirt va ser llançat el 15 de juny del 2007 als Països Catalans i a la resta d'Europa i el 19 de juny del 2007 a l'Amèrica del Nord per Xbox 360 i ordinador. La versió per PS3 està prevista que es llançarà el 3 de setembre del 2007.